# IC 2400
IC 2400 је спирална галаксија у сазвјежђу Рис која се налази на листи објеката дубоког неба у Индекс каталогу.
Деклинација објекта је + 38° 4' 8" а ректасцензија 8h 47m 59,1s. Привидна величина (магнитуда) објекта IC 2400 износи 14,4 а фотографска магнитуда 15,1. IC 2400 је још познат и под ознакама MCG 6-20-2, CGCG 179-32, CGCG 180-6, KUG 0844+382, PGC 24714.